# Glen Habimana
Glen Habimana (* 13. November 2001) ist ein belgisch-ruandischer Fußballspieler.

## Karriere

### Verein
Bekannte Jugendvereine des Mittelstürmers sind NAC Breda aus den Niederlanden sowie der belgische Klub KSK Lierse Kempenzonen. Für letzteren war Habimani auch in der Reservemannschaft aktiv, ehe er im Januar 2022 zum deutschen Regionalligisten FSV Union Fürstenwalde wechselte. Dort erzielte er bis zum Saisonende in 14 Partien zwei Treffer, konnte allerdings den Abstieg in die Oberliga nicht verhindern. Anschließend ging Habimana weiter nach Luxemburg zu Victoria Rosport in die BGL Ligue. Hier absolvierte er 14 Ligapartien, erzielte zwei Treffer und verließ den Verein im Sommer 2023 wieder. Nach sechs Monaten Vereinslosigkeit spielte er die Rückrunde der Saison 2023/24 wieder für die Reservemannschaft des KSK Lierse Kempenzonen in Belgien. Seit dem 1. Juli 2024 steht er nun beim Viertligisten Union Hutoise unter Vertrag.

### Nationalmannschaft
Am 23. September 2022 gab Habima sein Debüt für die ruandische A-Nationalmannschaft bei einem Testspiel gegen Äquatorialguinea (0:0), wo er in der 66. Minute für Meddie Kagere eingewechselt wurde.